# شركة البوستة الخديوية
شركة البوستة الخديوية هي شركة شحن بالبواخر تدير سفن من الإسكندرية ، مصر .تم إنشاؤها على الأرجح خلال النصف الأخير من القرن التاسع عشر.

## نبذة
كانت الشركة خلفًا لشركة مدجيدي ، وهي شركة بواخر تعمل في البحر الأحمر والبحر الأبيض المتوسط ، أنشأها سعيد باشا .  تمت الإشارة إلى المجيدية باسم الشركة المصرية للملاحة البخارية ، وفشلت بسرعة تحت قيادة سعيد باشا. قام خلفه ، إسماعيل باشا ، بإعادة تشغيل المشروع في مايو عام 1863 على أمل إنشاء بحرية تجارية للأمة المصرية الحديثة.  بعد الوقوع في الديون ، استخدم إسماعيل الشركة كوسيلة للضغط في محاولة للسيطرة والاندماج مع الشركة المصرية للتجارة والتداول ، وهي شركة تجارية أوروبية مقرها في مصر ، لتصبح لاعبًا في الأسواق المالية الأوروبية.  لم يكن المشروع ناجحًا ، ولم يظهر الاندماج مطلقًا.

## التسمية
أعيدت تسمية الشركة في عام 1898 باسم (Khedivial Mail SS Company) وأبحرت تحت العلم البريطاني ، كجزء من شركة شبه الجزيرة والبخار الشرقية للملاحة . استمرت في العمل والتوسع بشكل جيد في النصف الأول من القرن العشرين ، واعتمدت لاحقًا طرق الشحن التي ستجلب سفنها إلى الولايات المتحدة. على الرغم من أن الشركة أبحرت تقليديا سفنها إلى الموانئ في مصر والإمبراطورية العثمانية وسوريا وغيرها من الموانئ على الجانب الشرقي من البحر الأبيض المتوسط.
غيرت الشركة اسمها مرة أخرى إلى خط البريد الفرعوني في عام 1936 ، وتم تأميمها أخيرًا من قبل الحكومة المصرية في عام 1961 لتصبح الشركة البحرية العربية المتحدة .

## روابط خارجية
- Cruiselinehistory.com
- www.theshipslist.com